# ASSAULT GIRLS
『ASSAULT GIRLS』（アサルト・ガールズ）は、2009年12月19日公開の日本映画。

## 概要
押井監督の実写長編としては、『アヴァロン』以来約8年ぶりとなる。映画内の世界はアヴァロンと同一という設定だが、ビジュアル面は『真・女立喰師列伝』の一篇「ASSAULT GIRL ケンタッキーの日菜子」を踏襲したものとなっており、佐伯日菜子演じるカーネルとCGについてはほぼそのまま流用されている。
押井は本作について「この映画には中身なんてありません。ひたすら女優を美しく撮る。実写の監督として正しい撮り方をした」と語っている。
劇中白川静の著書『文字逍遥』の文章が文語体に改められて登場する。
一部の映像は民生規格のAVCHDで撮影された。
無料オンラインゲームクロスファイアとのタイアップが行われた。

## ストーリー
荒廃した大地を舞台に巨大モンスターを狩るオンラインゲーム「アヴァロン(f)」。そこでは4人のソロプレイヤーがクラスAの最終目標「マダラ」を倒すべく日々孤独な戦いを続けていた。しかしソロプレイでは効率が悪く、強大なマダラを倒せるようになるのは難しい。そこでゲームマスターからパーティーを組むことを勧められる。
果たして4人はマダラを倒してクラスAプラスに昇格できるのか!?

## キャッチコピー
- ぶっ放せ。

## スタッフ
- 企画：林裕之
- 製作：原田健
- プロデューサー：森遊机、久保淳
- 脚本・監督：押井守
- 音楽：川井憲次
- 音響監督：若林和弘
- 主題歌「SCREW」：KOTOKO
- 撮影監督：湯浅弘章
- 照明：関輝久
- 撮影・編集・VFXスーパーバイザー：佐藤敦紀
- 衣裳デザイン：竹田団吾
- 武術指導：今野敏
- キャスティング：才士真司
- 宣伝美術：樋口真嗣

## キャスト
- ルシファ：菊地凛子
- グレイ：黒木メイサ
- カーネル：佐伯日菜子
- イェーガー：藤木義勝
- ゲームマスター：イアン・ムーア